# Николина Андова-Шопова
Николина Андова-Шопова (на македонска литературна норма: Николина Андова-Шопова) е северномакедонска поетеса и писателка на произведения в жанра лирика, хайку, драма и детска литература.

## Биография и творчество
Николина Андова-Шопова е родена на 3 февруари 1978 г. в Скопие, СФР Югославия
Завършва специалност сравнителна литература в Катедрата по македонска и южнославянска литература на Филологическия факултет „Блаже Конески“ на Скопския университет Св. св. Кирил и Методий“.
Първата ѝ поетична книга „Влезот е од другата страна“ (Входът е от другата страна) е издадена през 2013 г. Книгата получава наградата „Мостове на Струга“ на ЮНЕСКО и Стружките вечери на поезията за най-добра дебютна книга. Издадена е и на английски език.
Втората ѝ стихосбирка „Поврзи ги точките“ (Свържи точките) е издадена през 2014 г.
Стиховете ѝ са преведени на различни световни езици – сръбски, хърватски, босненски, английски, френски, немски, китайски езици, както и адаптирани на български книжовен език, и са включени в антологии на северномакедонската поезия, вкл. в антологията „Новата македонска хайку-вълна“ от 2011 г.
Освен поезия, тя пише и разкази, стихотворения и книги с картинки за деца.
Първият ѝ роман „Некој бил тука“ (Някой беше тук) е издаден през 2018 г. През 2019 г. за романът получава наградата „Роман на годината“ от Фондацията за популяризиране на културните ценности „Славко Яневски“.
Омъжена е за северномакедонския писател Иван Шопов.
Николина Андова-Шопова живее със семейството си в Скопие.

## Произведения

### Поезия
- Влезот е од другата страна (2013) – награда „Мостовете на Струга“
- Поврзи ги точките (2014)

### Романи
- Некој бил тука (2018) – награда Роман на годината“

### Сборници
- Пристоен живот – лезбејски кратки раскази од екс ју (2015) – с Йелена Ленголд, Ламия Бегагич, Шейла Шехабович, Оля Савичевич Иванчевич, Драгослава Барзут, Урска Стерле, Ива Хлавац, Наташа Сукич, Лейла Каламуич, Ясна Тесанович, Сузана Тратник, Румена Бужаровска, Благица Секулоска

### Детска литература
- Волшебната комета (2014) – книжка с картинки